# Yvonne Burger
Yvonne Désiré Burger (1965) is een Nederlands bedrijfskundige, organisatieadviseur en hoogleraar 
Organisatiecultuur, communicatie en leiderschap aan de Vrije Universiteit Amsterdam. Ze is programmaleider van de postgraduate opleiding Executive Coaching.
Burger studeerde van 1983 tot 1988 aan de Universiteit van Amsterdam, en promoveerde hier in 1992 op het proefschrift "Tussen realiteit en retoriek : decentralisatie en autonomisering in de praktijk : een onderzoek naar de succes- en faalfactoren bij decentralisatie- en autonomiseringsprocessen binnen grote organisaties."
Na haar promotie in 1992 werkte ze twee jaar als organisatieadviseur bij Deloitte Consulting en vanaf 1994 vier jaar bij Twynstra Gudde. Sinds 2000 heeft ze haar eigen organisatieadviesbureau. Hiernaast is ze docent bij onder andere het Sioo en De Baak. Bij het Sioo is ze tussen 2002 en 2004 tevens rector geweest, samen met Jaap Boonstra. Sinds 2007 is zij deeltijdhoogleraar "Organisatiecultuur, communicatie en leiderschap", Faculteit Economische Wetenschappen en Bedrijfskunde aan de Vrije Universiteit te Amsterdam. Hier is ze de opvolger van Willem Mastenbroek.

## Publicaties
- 1988. Aanpassen aan vrouwen : de schuldenkrisis en vrouwen in Jamaica en Tanzania Met anderen. Amsterdam : NIO-Vereniging.
- 1992. Tussen realiteit en retoriek : decentralisatie en autonomisering in de praktijk : een onderzoek naar de succes- en faalfactoren bij decentralisatie- en autonomiseringsprocessen binnen grote organisaties. Proefschrift Universiteit van Amsterdam. Delft : Eburon.
- 1993. Effectief organiseren in de publieke en private sector : tussen centrale beheersing en autonomie. Met M.I. Demenint en J.H.F. Treur (red.) met bijdragen van J.J. Boonstra. Utrecht : Lemma.
- 1998. Kijken naar organisaties. Met Rudy Kor. Deventer : Kluwer BedrijfsInformatie.
- 2003. Facetten van Sioo. Met Roel in 't Veld en Saskia J.M. Cortlever-Keus (red). Utrecht : LEMMA.
- 2004. Coachen met collega's : praktijkboek intercollegiale consultatie. Met Erik de Haan. Assen : Koninklijke Van Gorcum
- 2007. Menselijkheid in organisaties. Inaugurele rede Vrije Universiteit te Amsterdam
- 2010. Mensen veranderen. Met Léon de Caluwé en Paul Jansen. Kluwer.

- International Standard Name Identifier: 0000 0003 6874 7883
- Library of Congress Control Number: n2004104826
- Nationale Bibliotheek van Tsjechië: xx0208679
- Nederlandse Thesaurus van Auteursnamen: 073394106
- Virtual International Authority File: 288077439
- WorldCat: E39PBJfrQCkbJ4QJF7m8kXymVC